# Lupinus montanus
Lupinus montanus är en ärtväxtart som beskrevs av Carl Sigismund Kunth. Lupinus montanus ingår i släktet lupiner, och familjen ärtväxter.

## Underarter
Arten delas in i följande underarter:
- L. m. glabrior
- L. m. montanus
- L. m. montesii